# ماغولا (إففويا)
ماغولا (Μαγούλα) هي مدينة في إففويا في مقاطعة كينتريكي إلادا في اليونان.